# Meister aller Klassen
Meister aller Klassen (Originaltitel chinesisch 師弟出馬 / 师弟出马, Pinyin Shīdì Chūmǎ, Jyutping Si1dai6 Ceot1ma5, internationaler Titel englisch The Young Master) ist ein 1980 in Hongkong gedrehter Martial-Arts-Film mit Jackie Chan in der Hauptrolle. Dieser führte auch Regie, war Stuntkoordinator und sang die Titelmelodie. 

## Handlung
Die Brüder Dragon und Tiger sind Waisen und grundverschieden. Eigentlich lernen beide in derselben Schule Kung Fu, doch während der jüngere Dragon gehorsam ist, arbeitet Tiger heimlich für eine andere Schule. Für diese Schule befreit Tiger sogar einen Schwerkriminellen. 
Um seinen Bruder vor dem Gefängnis zu bewahren, beschließt Dragon, den Kriminellen auf eigene Faust wieder festzunehmen, was ihm nach langem Kampf unter Aufbietung all seiner Kung-Fu-Techniken am Ende auch gelingt. Dragon konnte Tiger jedoch nicht vor dem Tod bewahren und so gibt es kein Happy End.
In manchen Versionen sind diese Abschnitte ausgeschnitten.

## Kritik
„Actionfilm mit einfallsreichen Kämpfen und einem harten Finale.“